# Nil
De Nil is een beek gelegen in de provincie Waals-Brabant in België. Het is een zijbeek van de Orne en maakt via de Thyle, Dijle en de Rupel deel uit van het stroomgebied van de Schelde. Vanaf de bron in Walhain tot en met Tourinnes-Saint-Lambert heeft de Nil de naam "Hain".
De bron van de Nil is gelegen zuidelijk van Walhain-Saint-Paul. De Nil loopt door de dorpen Tourinnes-Saint-Lambert, Nil-Saint-Vincent-Saint-Martin en Blanmont en vloeit bij het gehucht Les Montagnes in de Orne.